# Darnets
Darnets település Franciaországban, Corrèze megyében. Lakosainak száma 309 fő (2022. január 1.). Darnets Combressol, Égletons, Lamazière-Basse, Maussac, Moustier-Ventadour, Palisse és Soudeilles községekkel határos.

## Népesség
A település népességének változása:
| Lakosok száma | 283  | 321  | 304  | 344  | 357  | 361  | 361  | 336  | 323  | 309  |
|               | 1968 | 1982 | 1990 | 2006 | 2013 | 2015 | 2017 | 2019 | 2020 | 2022 |